# Ruitzhof

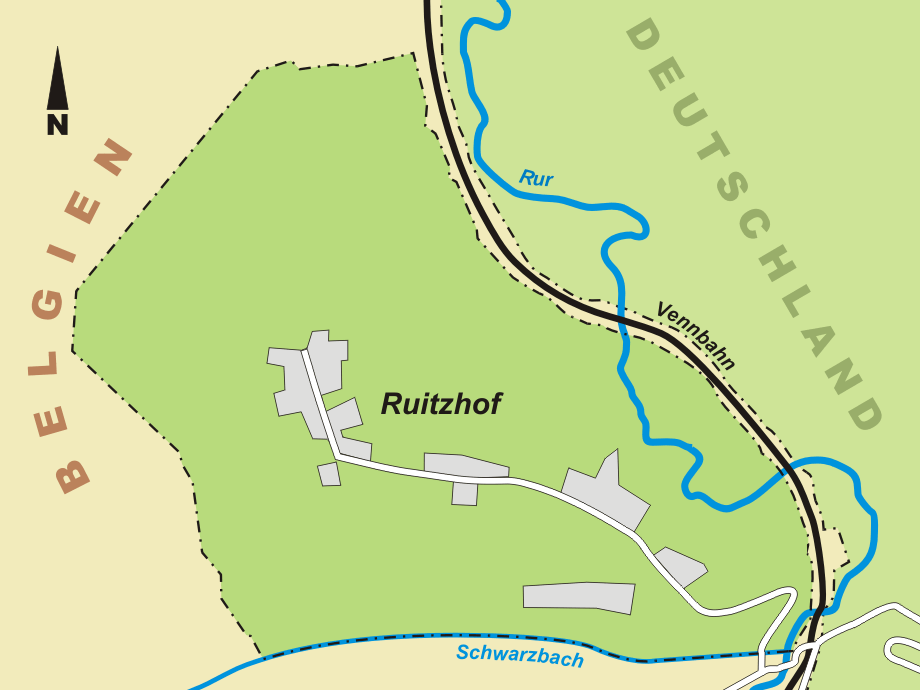
Mapa exklávy Ruitzhof

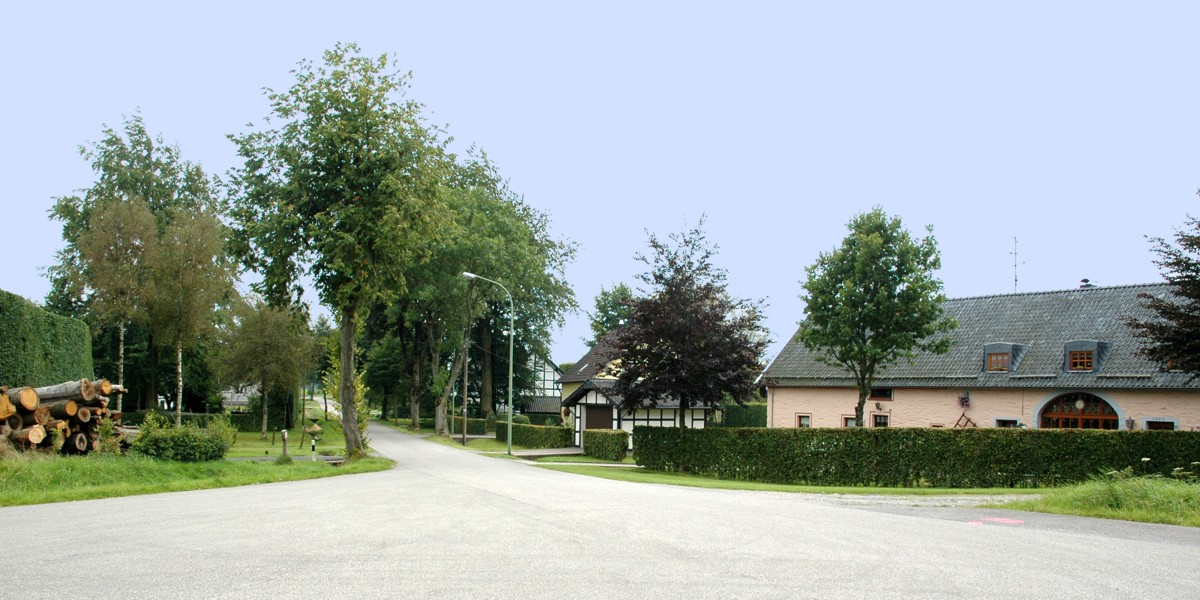
Hlavní silnice vedoucí přes Ruitzhof

Ruitzhof je část německého města Monschau, jejíž území tvoří exklávu Německa v Belgii. Ze správního pohledu spadá do německé spolkové země Severní Porýní-Vestfálsko.
Exklávu od hlavního celku německého území odděluje železnice Vennbahn, která je územím Belgie.